# Жан Лоррен
Жан Лорре́н (фр. Jean Lorrain; справжнє ім'я — Поль Дюваль; *29 серпня 1855, Фекан, Приморська Сена, Франція — †30 червня 1906, Париж, Франція) — французький письменник і поет символістського спрямування.

## Біографія
Поль Дюваль народився 29 серпня 1855 року в курортному містечку Фекан на півдні Франції. Вивчав право, але полишив студії. 

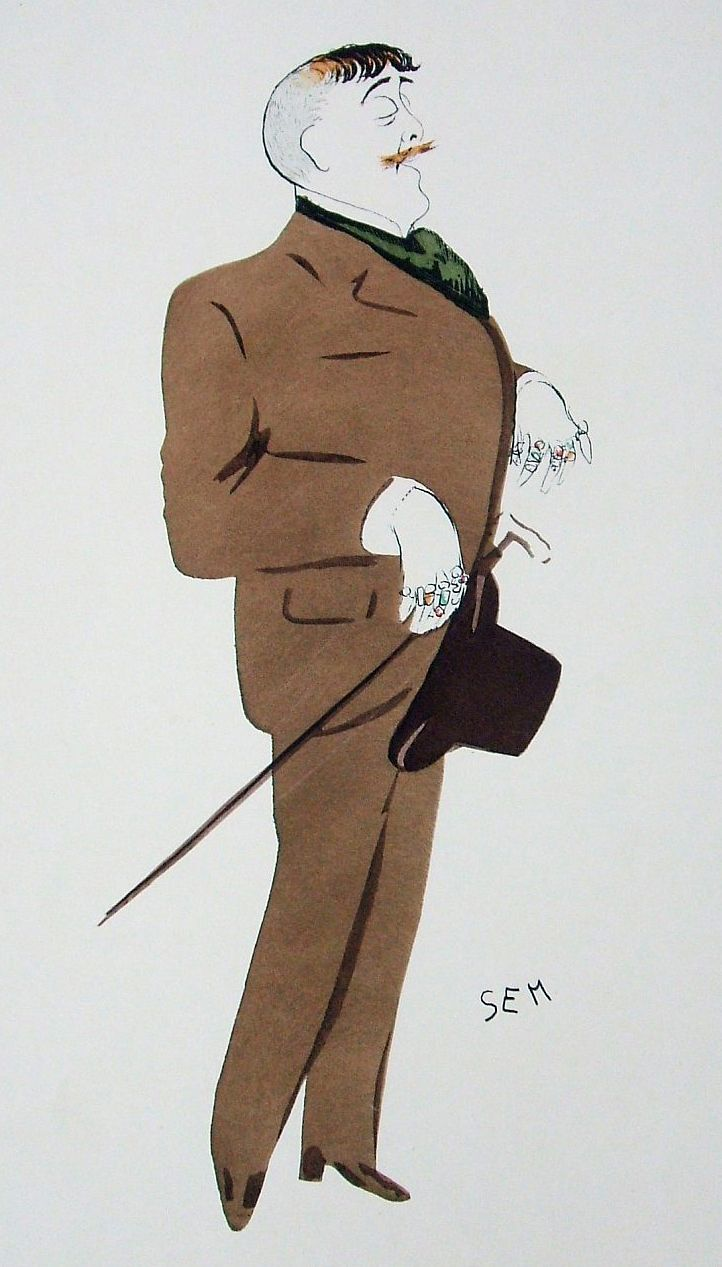
Шарж Жоржа Гурса

У 1870-х переїхавши з провінційного Фекана до Парижа, майже відразу став кітчевою і одіозною (за визнаннями сучасників) особою. Вже хворий на той час, П.Дюваль оселився у самісінькому середмісті Парижа — на Монмартрі і відтоді вів нестримне богемне життя, часто епатуючи паризьку публіку, виставляючи напоказ свої нетрадиційні вподобання. Він є частим відвідувачем салону Родольфа Саліса і кабаре «Чорний кіт».
У цей початковий паризький період П. Дюваль видає кілька поетичних збірок і скандальний роман «Родина Лєпільє» (1885). Відомий публіцист, він входть до кола обраних і заможних письменників — серед його друзів Едмон де Ґонкур, Жуль Барб'є д'Оревільї, Леон Блуа, Марсель Пруст. 
Життя П. Дюваля (Жана Лоррена) вже тоді оповите чутками, домислами і скандалами. Вважається, що ще у феканський період життя він користався з фінансової допомоги відомої письменниці Жудіт Готьє, дочки Теофіля Готьє. Також за свідченнями, закоханий у Сару Бернар, Лоррен пише для неї декілька п'єс («Вівіана», «Янтіс» — визнаних сучасниками невисокого художнього значення). Одна з них — «Надто російський» провокує скандал — дуель з Гі де Мопассаном (за те що того, начебто, у цій п'єсі виведено в одному з персонажів у негативному світлі). Достеменно, відомо, що Лоррен любив «експериментувати» — вживав наркотики, вів вільне статеве життя тощо.
Успіх у літературній царині «знайшов» Жана Лоррена після виходу в світ першої збірки новел «Соньєз» (1891). Потому він майже завжди здобував прихильність критків і читачів — у 1890-і пише і видає збірки новел і казок «Принцеса за склом» (1896), «Лорелея» (1897), «Моє містечко» (1898), «Історії масок» (1900), «Дванадцять жінок» (1903).
1896 року Ж.Лоррен вхлдть до складу першої Ґонкурівської Академії.
У 1897 році критики привітали його з вдалим романом «Пан де Буґрелон». Вщент розкритикувавши «Втіхи та дні» Пруста, Лоррен проводить з ним дуель.
На початку 1900-х років серцева хвороба Лоррена прогресує, і він переїздить на Лазурне узбережжя до Ніцци. Тут 1901 року з'явились головні твори у доробку Лоррена — романи «Пан де Фока» і «Торговий дім Філібера». Тоді ж написані «Порок, що блукає» (1901), «На Корсиці» (1905), «Пан Монпалу» (1906), «Еллен» (1906).
Помер Жан Лоррен 1906 року в 50-річному віці.

## Творчість

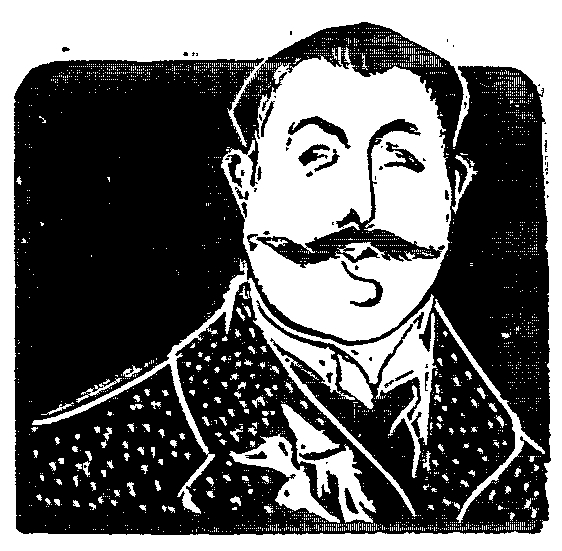
Моріс Делькур. Портрет Жана Лоррена, 1896

Жан Лоррен був типовим декадентом, у деяких творах відчутним є символізм, подеколи його новели — суміж міських переказів, фольклору і маскультури, що на той час вже активно формувалася. 
Лоррен займався також публіцистикою і журналістикою — він писав, преважно про мистецтво і театр, у «Журналь», «Евенеман», «Еко де Парі», публікував дорожні нотатки тощо. 
Після смерті Лоррен тривалий час лишався у забутті, і лише останніми десятиліттями (від 1990-х рр.), як у самій Франції, так і за рубежем до Лоррена виник інтерес як до одного з яскравих представників літературного процесу і культурного життя Парижа і Європи на межі XIX і ХХ століть (т.зв. «Красива доба» фр. Belle Époque). Починаючи від 1996 року у рідному для письменника Фекані діє Товариство друзів Жана Лоррена.

## Вибрані твори
- La forêt bleue (1883, вірші)
- Sonyeuse (1891, роман)
- L’ombre ardente (1897, вірші)
- Histoires des masques (1900 роман)
- Monsieur de Phocas (1901, роман)

## Публікації українською мовою
У журналі «Всесвіт» (№ 11-12 за 2008 рік, стор. 101—118) у перекладі українською Івана Рябчого вміщено низку новел Лоррена: Одна з них, Розповідь одного студента, Лілеї, Білосніжка, Покоївка, Пані Ґоржібюс.